# الجائزة الكبرى لرئيس الجمهورية للفروسية
الجائزة الكبرى لرئيس الجمهورية بالجزائر، المفتوحة لجميع الفئات وللأحصنة التي يبلغ عمرها ست سنوات وأكثر لقفز الحواجز بطول 1 متر و 50 سنتيمتر، تأسست سنة 2000م.

## وصلات خارجية
- الموقع الرسمي للإتحادية الجزائرية للفروسية
- الاتحاد الدولي للفروسية
- سباق الجائزة الكبرى